# Le Pouce crochu
Le Pouce crochu est un roman de Fortuné du Boisgobey publié en 1885, d'abord paru sous forme de roman-feuilleton dans Le Matin du 28 juin 1884 au 9 septembre 1884.

## Résumé
Fin du XIXe siècle, Monistrol habite près de la foire du Trône avec sa fille Camille. Il a inventé un condensateur pour machine à vapeur. Un voleur l'attaque et fuit avec ses 20 000 francs. Camille le poursuit jusqu'à la foire et découvre que c'est l'acrobate Zig Zag. Elle rencontre Julien Gémozac, fils de l'associé de son père, avec son ami Alfred. Ils rentrent chez Monistrol et le retrouvent mort, avec une marque de pouce crochu sur le cou. Camille embauche Jacques et son fils Georget pour retrouver Zig Zag disparu avec Amanda, femme de Jacques. Ils récupèrent son chien qui les mène à Zig Zag mais Jacques et fils tombent dans une cave. Camille est capturée par deux malfrats et libérée par Georges. Zig Zag fuit. Jacques meurt. Vigoureux revient mais Georges le tue. Alfred découvre que sa maîtresse est Amanda et qu'elle fréquente Zig Zag qui est Georges qu'il démasque chez Camille. Zig Zag tue Amanda et lui. Camille épouse Julien. Gémozac embauche Georget.